# 윤훼이
양윤화(1995년 4월 6일~)는 예명 윤훼이(YUNHWAY)로 더 잘 알려진 대한민국의 래퍼이다. 2019년에 <쇼미더머니8>에 출연해 주목을 받았다.

## 생애
양윤화는 1995년에 대한민국에서 태어났다. 9살 때 바누아투로 이주해 거기에서 4년 동안 살았다. 미국에서 청소년기를 보내고 대학을 다녔다.
예명 윤훼이(Yunhway)는 이름 윤화(Yunhwa) 뒤에 성 양(Yang)의 Y를 붙인 것이다.

## 경력
윤훼이는 2015년에 데뷔 싱글 "Fatal Love"를 발매했다. 2019년에 <쇼미더머니8>에 출연했고, 위더플럭 레코즈와 계약했다. 2020년에 <굿 걸>에 출연했다. 2023년에 데뷔 정규 음반 Yunhway를 발매했다.

## 음반 목록

### EP
| 제목    | 상세                                                              | 최고 차트 순위 |
| 제목    | 상세                                                              | KOR            |
| ------- | ----------------------------------------------------------------- | -------------- |
| Instant | - 발매일: 2019년 10월 21일 - 레이블: 위더플럭 - 형식: 스트리밍    | —              |
| Mango   | - 발매일: 2021년 6월 25일 - 레이블: 위더플럭 - 형식: CD, 스트리밍 | 99             |

### 싱글
- Fatal Love
- Liquior
- Find a New Lover
- Long Long Time!
- Silhouette

## 출연 작품

### TV
| 연도 | 제목          | 역할   |
| ---- | ------------- | ------ |
| 2019 | <쇼미더머니8> | 참가자 |
| 2020 | <굿 걸>       | 참가자 |

## 수상 및 후보
| 시상식           | 연도 | 후보        | 부문                | 결과 | 각주  |
| ---------------- | ---- | ----------- | ------------------- | ---- | ----- |
| 한국 힙합 어워즈 | 2020 | "119 Remix" | 올해의 콜라보레이션 | 후보 | [ 8 ] |